# Mitch Bruijsten
Mitch Bruijsten (* 24. März 1989 in Nijmegen) ist ein niederländischer Eishockeyspieler, der von 2015 bis 2020 für die Tilburg Trappers in der deutschen Oberliga Nord spielte und in der Spielzeit 2021/22 in der gleichen Liga für die Moskitos Essen antritt.

## Karriere

### Clubs
Bruijsten, Sohn des ehemaligen niederländischen Nationalspielers Jan Bruijsten und jüngerer Bruder des Nationalspielers Kevin Bruijsten, begann seine Karriere als Eishockeyspieler bei den Moskitos Essen in Deutschland, für die er drei Jahre lang in der Jugend- und der Junioren-Bundesliga spielte. Anschließend wechselte er in die Vereinigten Staaten, wo er zunächst zwei Jahre bei den Sioux City Musketeers in der United States Hockey League spielte. Von 2009 bis 2012 studierte er an der University of Alaska Anchorage und spielte für deren Mannschaft. 2012 wechselte er zum amtierenden niederländischen Meister Ruijters Eaters Geleen in die Ehrendivision. Aber bereits 2013 wechselte er in die Vereinigten Staaten zurück und spielte zunächst für Mississippi Surge in der Southern Professional Hockey League. Noch während der Spielzeit 2013/14 wechselte er aber nach Kalifornien zu Stockton Thunder in die ECHL und dann weiter zum Ligakonkurrenten Fort Wayne Komets. 2014 kehrte er in die Niederlande zurück und schloss sich den Heerenveen Flyers an, wobei er Topscorer und Torschützenkönig der Liga war. Als 2015 der niederländische Meister Tilburg Trappers in die deutsche Oberliga Nord aufgenommen wurde, schloss er sich dem Team aus der Provinz Nordbrabant an und gewann mit ihm gleich in den ersten drei Spielzeiten dort jeweils die Deutsche Oberligameisterschaft. 2021 kehrte er zu den Moskitos Essen zurück, mit denen er ebenfalls in der Oberliga spielt. 

### International
Für die Niederlande nahm Bruijsten an den Spielen der Division II der U18-Junioren-Weltmeisterschaft 2006 und 2007, als er mit acht Toren in fünf Spielen maßgeblich am Aufstieg der Niederländer in die Division I beteiligt war, sowie der U20-Junioren-Weltmeisterschaft 2007 und 2009 teil. Nachdem er 2009 erneut mit neun Toren in fünf Spielen überzeugt hatte, debütierte er bei der Weltmeisterschaft der Division I 2009 für die Herren-Nationalmannschaft, kam dort aber in fünf Einsätzen nicht zu einem Torerfolg.
Während seiner Zeit in Alaska spielte er nicht für die Niederlande international. So wurde er erst beim Turnier der Gruppe B der Division I der Weltmeisterschaft 2012 wieder in der Nationalmannschaft eingesetzt. Bei der Weltmeisterschaft 2013, bei der die Niederlande weiterhin in der Gruppe B der Division I antraten, erzielte er drei Tore, darunter mit dem 1:0 beim 5:4-Erfolg gegen Estland nach nur 18 Sekunden das erste Tor des Turniers. Auch 2014 und 2015 stand er für die Niederlande in der Division I auf dem Eis. Nachdem die Niederländer ohne Bruijsten abgestiegen waren, spielte er 2018 in der Division II und erreichte dort den Aufstieg. Zudem vertrat er seine Farben bei den Qualifikationsturnieren für die Olympischen Winterspiele in Sotschi 2014 und in Pyeongchang 2018.

## Erfolge und Auszeichnungen
- 2015 Topscorer und Torschützenkönig der Ehrendivision
- 2016 Deutscher Oberligameister mit den Tilburg Trappers
- 2017 Deutscher Oberligameister mit den Tilburg Trappers
- 2018 Deutscher Oberligameister mit den Tilburg Trappers

### International
- 2007 Aufstieg in die Division I bei der U18-Weltmeisterschaft der Division II, Gruppe A
- 2018 Aufstieg in die Division I, Gruppe B, bei der Weltmeisterschaft der Division II, Gruppe A